# Cal Toni Mas
Cal Toni Mas o Cal Tonimàs és una masia situada al municipi d'Avinyó, a la comarca catalana del Bages. Es troba arran de la riera Gavarresa.